# 薩里縣 (維吉尼亞州)
薩里县是美國維吉尼亞州東部的一個縣，位於詹姆斯河南岸。面積804平方公里。根據美國2000年人口普查，共有人口6,829人。縣治薩里（Surry）。
成立於1652年。以英國的命名。